# 854
El 854 (DCCCLIX) fou un any comú començat en dilluns del calendari julià.

## Esdeveniments
- Basili és nomenat paracemomen de la cort romana d'Orient.
- Primera menció escrita de Nóvgorod
- Revolta a Aquitània